# Ajristan
Ajristan (pers. اجرستان, czyt. Adżristan) – powiat położony w zachodniej części prowincji Ghazni. Powiat liczy ok. 33 tys. mieszkańców (2021). W 97% jest to ludność pasztuńska a w pozostałej części Hazarowie. Stolicą powiatu jest Sangar, znajdujące się w jego centralnej części. Większość ludności skupiona jest w dolinie rzeki Jikhai.
Przed 2000 powiat znany był jako Daya i stanowił część prowincji Uruzgan.

## Linki zew
- Mapa powiatu Ajristan. aims.org.af. [zarchiwizowane z tego adresu (2006-03-16)]. (PDF)